# San Baltazar Chichicápam (kommun)
San Baltazar Chichicápam är en kommun i Mexiko.   Den ligger i delstaten Oaxaca, i den sydöstra delen av landet, 400 km sydost om huvudstaden Mexico City.
Följande samhällen finns i San Baltazar Chichicápam:
- San Baltazar Chichicápam